# لابتالول
لابتالول (انگلیسی: Labetalol) دارویی است که برای درمان فشار خون بالا و مدیریت درازمدت آنژین به کار می‌رود. کاربرد این دارو شامل فشار خون ضروری، اورژانس‌های فشار خون بالا، و فشار خون بالا بارداری است. در فشار خون ضروری، معمولاً کمتر از شماری دیگر از داروهای فشار خون ترجیح داده می‌شود. می‌توان آن را از راه دهان یا تزریق داخل ورید داد.
عوارض جانبی رایج آن شامل فشار خون پایین همراه با ایستادن، سرگیجه، احساس خستگی و حالت تهوع است. عوارض جانبی جدی ممکن است شامل فشار خون پایین، مشکلات کبدی، نارسایی قلبی و برونکواسپاسم باشد. استفاده در نیمه دوم بارداری بی‌خطر به نظر می‌رسد و انتظار نمی‌رود در دوران شیردهی مشکلی ایجاد کند. با مسدود کردن فعال شدن گیرنده‌های β و گیرنده‌های α عمل می‌کند.
لابتالول در سال ۱۹۶۶ ثبت اختراع شد و در سال ۱۹۷۷ مورد استفاده پزشکی قرار گرفت. این دارو به عنوان یک داروی عمومی در دسترس است. در سال ۲۰۱۹، با بیش از ۲ میلیون نسخه، ۱۹۸مین داروی رایج در ایالات متحده بود.

## کاربرد پزشکی
لابتالول در مدیریت اورژانس‌های پرفشاری خون، فشار خون بالا پس از عمل، فشار خون بالا مرتبط با فئوکروموسیتوما و فشار خون برگشتی از خروج مسدودکننده‌های بتا مؤثر است.
نشانه خاصی در درمان پرفشاری خون ناشی از بارداری که معمولاً با پره‌اکلامپسی همراه است، دارد.
همچنین به عنوان یک جایگزین در درمان فشار خون شدید به کار می‌رود.

### جمعیت‌های خاص
- بارداری: مطالعات روی حیوانات آزمایشگاهی هیچ آسیبی برای نوزاد نشان نداد. با این حال، یک مطالعه به خوبی کنترل شده قابل مقایسه در زنان باردار انجام نشده‌است.
- پرستاری: نشان داده شده‌است که شیر مادر حاوی مقادیر کمی لابتالول (۰٫۰۰۴٪ دوز اصلی) است. تجویزکنندگان باید در استفاده از لابتالول برای مادران شیرده احتیاط کنند.[۹]
- کودکان: هیچ مطالعه ای ایمنی یا سودمندی را در این جمعیت ثابت نکرده‌است.
- سالمندان: افراد مسن با مصرف لابتالول بیشتر دچار سرگیجه می‌شوند. لابتالول باید با احتیاط در افراد مسن مصرف شود و در مورد این عارضه جانبی مشاوره شود.

## عوارض جانبی

### مشترک
- عصبی: سردرد (۲٪)، سرگیجه (۱۱٪)
- دستگاه گوارش: حالت تهوع (۶٪)، گوارش بد (۳٪)
- کولینرژیک: گرفتگی بینی (۳٪)، نارسایی انزال (۲٪)
- تنفسی: تنگی نفس (۲٪)
- سایر موارد: خستگی (۵٪)، سرگیجه (۲٪)، فشار خون پایین ارتواستاتیک
- فشار خون پایین با ایستادن شدیدتر است و با فرمولاسیون IV شایع تر است (۵۸٪ در مقابل ۱٪) و اغلب دلیلی است که نمی‌توان از دوزهای بزرگتر از فرمول خوراکی استفاده کرد.[۱۰]

### نادر
- تب
- گرفتگی عضلات
- خشکی چشم
- بلوک قلبی
- هیپرکالمی
- سمیت کبدی
- فوران دارویی شبیه به لیکن پلان[۱۱]
- حساسیت بیش از حد - که ممکن است منجر به ناراحتی تنفسی کشنده شود.

## موارد منع مصرف
لابتالول در افراد مبتلا به نارسایی قلبی آشکار، بلوک قلبی بیشتر از درجه یک، برادی کاردی شدید، شوک کاردیوژنیک، فشار خون شدید، افرادی که سابقه بیماری انسدادی راه هوایی از جمله آسم دارند، و افرادی که حساسیت به دارو دارند، ممنوع است.

## فارماکولوژی

### مکانیسم عمل
آنتاگونیسم دوگانه آلفا و بتا آدرنرژیک لابتالول اثرات فیزیولوژیکی متفاوتی در موقعیت‌های کوتاه مدت و بلند مدت دارد. در موقعیت‌های کوتاه‌مدت و حاد، لابتالول با کاهش مقاومت عروقی سیستمیک با تأثیر کمی بر حجم ضربه، ضربان قلب و برون‌ده قلبی، فشار خون را کاهش می‌دهد. در طول استفاده طولانی‌مدت، لابتالول می‌تواند ضربان قلب را در حین ورزش کاهش دهد و در عین حال برون‌ده قلبی را با افزایش حجم ضربه حفظ کند.
لابتالول یک مسدود کننده گیرنده آدرنرژیک آلفا (α۱) و بتا (β۱/β۲) است و با سایر کاتکول آمین‌ها برای اتصال به این مکان‌ها رقابت می‌کند. عملکرد آن روی این گیرنده‌ها قوی و برگشت‌پذیر است. لابتالول برای گیرنده‌های بتا-آدرنرژیک پس‌سیناپتیک آلفا۱ آدرنرژیک بسیار انتخابی است. این تقریباً در مسدود کردن گیرنده‌های بتا-۱ و بتا-۲ قدرت برابری دارد.
میزان انسداد آلفا به بتا بستگی به این دارد که لابتالول به صورت خوراکی یا داخل وریدی تجویز شود (IV). به صورت خوراکی، نسبت بلوک آلفا به β ۱:۳ است. به صورت داخل وریدی، نسبت بلوک آلفا به β ۱:۷ است؛ بنابراین، لابتالول را می‌توان به عنوان یک مسدود کننده بتا با برخی از اثرات مسدودکننده آلفا تصور کرد. در مقایسه، لابتالول بتا بلوکر ضعیف‌تری نسبت به پروپرانولول است و میل ترکیبی ضعیف‌تری برای گیرنده‌های آلفا در مقایسه با فنتولامین دارد.
لابتالول دارای فعالیت سمپاتومیمتیک ذاتی است. به‌ویژه، این آگونیست جزئی در گیرنده‌های بتا-۲ واقع در عضله صاف عروقی است. لابتالول عضله صاف عروق را با ترکیبی از این آگونیسم جزئی بتا-۲ و از طریق بلوک آلفا-۱ شل می‌کند. به‌طور کلی، این اثر گشادکننده عروقی می‌تواند فشار خون را کاهش دهد.
مشابه بی‌حس‌کننده‌های موضعی و داروهای ضد آریتمی مسدودکننده کانال سدیم، لابتالول نیز دارای فعالیت تثبیت‌کننده غشایی است. با کاهش ورود سدیم، لابتالول پتانسیل عمل را کاهش می‌دهد و بنابراین دارای فعالیت بی‌حسی موضعی است.

### عمل فیزیولوژیکی
اثرات فیزیولوژیکی لابتالول هنگامی که به صورت حاد (داخل وریدی) تجویز می‌شود، صرفاً با اثر مسدود کننده گیرنده آن قابل پیش‌بینی نیست، یعنی مسدود کردن گیرنده‌های بتا ۱ باید ضربان قلب را کاهش دهد، اما لابتالول این کار را نمی‌کند. هنگامی که لابتالول در شرایط حاد تجویز می‌شود، مقاومت عروق محیطی و فشار خون سیستمیک را کاهش می‌دهد در حالی که تأثیر کمی بر ضربان قلب، برون ده قلبی و حجم سکته مغزی، علی‌رغم مکانیسم مسدودکننده آلفا-۱، بتا-۱ و بتا-۲ دارد. این اثرات عمدتاً زمانی دیده می‌شود که فرد در وضعیت عمودی قرار گیرد.
مصرف طولانی مدت لابتالول نیز اثرات متفاوتی با سایر داروهای مسدودکننده بتا دارد. سایر مسدودکننده‌های بتا، مانند پروپرانولول، به‌طور مداوم برون‌ده قلبی را در طول ورزش کاهش می‌دهند. مقاومت عروق محیطی با نخستین تجویز لابتالول کاهش می‌یابد. مصرف مداوم لابتالول باعث کاهش بیشتر مقاومت عروق محیطی می‌شود. با این حال، در طول ورزش، به دلیل مکانیسم جبرانی که حجم ضربه را افزایش می‌دهد، برون‌ده قلبی ثابت می‌ماند. بنابراین، لابتالول قادر است ضربان قلب را در حین ورزش کاهش دهد و در عین حال برون‌ده قلبی را با افزایش حجم ضربه حفظ کند.

### فارماکوکینتیک
لابتالول، در مدل‌های حیوانی، تنها در مقادیر ناچیزی از سد خونی مغزی گذر می‌کند.